# Detektiv Pinky
Detektiv Pinky ist der Titel eines Jugendbuchs des Schriftstellers Gert Prokop. Erstveröffentlicht wurde die Novelle 1982 durch den Kinderbuchverlag Berlin (DDR). Die Illustrationen des Buches stammen von Klaus Vonderwerth. Einer filmischen Adaption des Stoffes mit dem Titel Pinky und der Millionenmops nahm sich der Regisseur Stefan Lukschy im Jahre 2000 an.

## Inhalt
Hauptfigur des Jugendbuches von Prokop ist Absolon W. Beaver, von seinen Freunden liebevoll Pinky genannt, ein zwölfjähriger Junge, der seine Freizeit zumeist, sechs Stockwerke über der Stadt, sitzend auf seiner Mülltonne verbringt. Die meiste Zeit vertreibt sich Pinky mit Lesen oder Träumen. Sein größter Wunsch – ein anerkannter Detektiv zu werden – spiegelt sich schon in seinem selbst gewählten Spitznamen wider, eine Ableitung von Pinkerton.
Gemeinsam mit seinen Freunden „Monster“ und Marie-Antoinette „Prinzessin“ wohnt der Vollwaise Pinky im Waisenhaus der Potters „Potters Kinderheim“ in der fiktiven amerikanischen Stadt Kittsburgh. Eher zufällig hilft Pinky dem stadtbekannten Millionär Morgan bei der Lösung eines Problems zur zukünftigen Verteilung seines Vermögens und erlangt so Zutritt in die Welt der „Reichen und Schönen“ der Kleinstadt, welche in der Folge immer wieder auf Pinkys detektivisches Geschick zurückgreifen.
Während der Geschichte entwickelt Pinky ein spürbares Verhandlungsgeschick, wenngleich er sein Honorar weitestgehend selbstlos aushandelt. So beinhaltet dies, neben kleinen Entschädigungen für sich und seine Freunde, immer auch Aufmerksamkeiten für die anderen Kinder im Waisenhaus, wie neue Möbel und neue Kleidung, die der jeweilige Klient zusätzlich auch als Spende deklarieren kann. Außerdem spenden die Klienten nach erfolgreicher Lösung des Falles immer auch ein Tier an den örtlichen Tierpark.
So löst Pinky bis zu seinem 13. Geburtstag neun Kriminalfälle, vermittelt seinem besten Freund Monster eine Familie, die diesen bei sich aufnimmt, und löst einen Spendenboom im Kittsburgher Tierpark aus, da weitere vermögende Bürger der Kleinstadt dem Beispiel von Pinkys Klienten folgen und der Zoo sich in der Folge über regen Zuwachs erfreuen kann. Als Entschädigung für ein nicht eingehaltenes Versprechen eines Klienten wird am Schluss des Buches dem Tierpark ein Elefant gespendet – wie die Tafel vor dem Käfig verrät, durch Absolon W. Beaver. Das Buch endet mit dem gleichen Satz, mit dem Gert Prokop es eröffnet hat: Pinky saß auf seiner Mülltonne und träumte.

## Die Geschichten
- Vorgeschichte: Wie Kittsburgh zu einem Affen kam
- 1. Fall: Das Gespenst der Ashtons
- 2. Fall: Nachts sind alle Katzen grau
- 3. Fall: Der Kidnapper
- 4. Fall: Der falsche Weihnachtsmann
- 5. Fall: Maskeraden
- 6. Fall: Tödliche Träume
- 7. Fall: Mord auf dem Rummelplatz
- 8. Fall: Der Blumendieb
- 9. Fall: Der arme Abraham

## Verfilmung
Frei nach dem Jugendbuch Prokops, verfilmte der Regisseur Stefan Lukschy dieses unter dem Titel Pinky und der Millionenmops. In den Hauptrollen waren Jaime Krsto, Hans Clarin und Heinrich Schafmeister zu sehen. Die Verfilmung hielt sich jedoch nur lose an die Buchvorlage und griff auch die kritische Grundstimmung der Novelle nicht auf.

## Strukturanalyse
- Einleitungssatz in verschiedenen Abwandlungen – „(Pinky saß auf seiner Mülltonne und träumte.)“
- Geschehnisse auf dem Dach des Waisenhauses mit „Monster“ und „Prinzessin“
- Kontaktaufnahme durch den jeweiligen Klienten
- Honorarverhandlungen mit dem Klienten
- Aufnahme von Pinkys Ermittlungen
- Lösung des Falles durch Pinky

## Die Protagonisten
Die Figuren des Buches sind durch Prokop vielschichtig angelegt und deuten eine gesellschaftskritische Sichtweise an, was auch an einigen Beispielen aufgezeigt werden kann. 
Im Laufe der Geschichten entwickelt sich eine Freundschaft zwischen dem Waisenkind Pinky und dem Polizisten Captain Henderson, der als gesetzestreu angesehen werden muss. Im Verlaufe des sechsten Falles Tödliche Träume hilft er Henderson bei der Zerschlagung eines Drogenrings, für deren Ergreifung eine Belohnung festgesetzt ist. Im Wissen, dass Pinky bis zu seinem 18. Geburtstag nicht an das Geld käme, spielt er dem Jungen einen Umschlag mit beschlagnahmten Drogengeldern über 873 Dollar zu und macht sich dadurch selbst strafbar.
Andere Protagonisten bieten dem Jungen durchaus Zigarren und Whisky an, was Pinky zumindest teilweise nicht ablehnt. Einen ihm durch Morgan angebotenen Cognac lehnt Pinky ab, raucht jedoch eine ihm angebotene Zigarre. Später kann er sich nach erfolgreicher Lösung des Blumendieb-Falles nicht gegen den angebotenen Wein wehren.
Auch auf einen eindeutigen Seitenhieb in Richtung Politik verzichtet Prokop nicht. Bei Ermittlungen im Hause des angesehenen Appleby bittet Pinky den Demokraten um einen Elefanten für den örtlichen Tierpark, was jedoch zu einem Eklat führen würde, da der Elefant das Wappentier der Republikaner ist. Der ihm sofort sympathische Senator antwortet später auf die Frage Pinkys, ob er immer ehrliche Reden halte: „Was ist Wahrheit? Ich meine, ich lüge nie direkt, aber...“
Weiterhin wiegen sich seine Klienten in der Sicherheit, die ihnen ein zwölfjähriges Waisenkind bietet. In puncto Glaubwürdigkeit hätte Pinky in solchen Fällen stets das Nachsehen, da sein Leumund zwar einwandfrei ist, das Wort eines Waisenkindes in solchen Fällen jedoch immer gegen das reicher und einflussreicher Bürger von Kittsburgh stünde.

## Wissenswertes
Die unter dem Titel Detektiv Pinky durch Gert Prokop ersonnenen Detektivgeschichten verfolgen das klassische Krimi-Prinzip Whodunit. Erst zum Schluss der jeweiligen Geschichte werden der oder die Täter durch den Jugendlichen Pinky entlarvt. Auch gewisse Parallelen zu den Kriminalgeschichten um Sherlock Holmes von Arthur Conan Doyle sind nicht erst bei zweiter Betrachtung zu finden. Vergleicht man die Strukturanalyse  der Novelle Detektiv Pinky mit denen der Sherlock-Holmes-Kurzgeschichten, stellt man signifikante Ähnlichkeiten fest.
Das Buch ist jedoch nicht für Kinder aller Altersgruppen geeignet und trägt bereits den Hinweis, dass es erst für Leser ab 12 geeignet sei, da Pinky wie bereits erwähnt alkoholische Getränke zu sich nimmt und auch kurz an einer Zigarre raucht.
Im Rahmen der Handlung greift Prokop auch verschiedene gesellschaftskritische Aspekte auf:
- Drogenkonsum bzw. -missbrauch im 6. Fall Tödliche Träume
- Rassismus im 8. Fall Der Blumendieb.

Vor der Buchveröffentlichung 1982 gab es Vorabdrucke der ersten Geschichten in den Jahrbüchern des Kinderbuchverlages Berlin. Der erste Fall, Wie Kittsburgh zu einem Affen kam, erschien 1978 in Band C (Im Walde haust das Märchenschwein). Das Gespenst der Ashtons erschien 1979 in Band D (Im Rathaus zu Groß-Schilda), und trägt als Subtitel Pinkys zweiter Fall. Bis 1981 erscheinen zwei weitere Fälle, dann wurde im Jahr des Erscheinens des Buches Detektiv Pinky der Vorabdruck in den Jahrbüchern eingestellt.
2011 erschien das Buch in der ZEIT-Edition »Krimis für junge Leser«, einer Auswahl von 15 Bänden für Kinder zwischen 8 und 13 Jahren.

## Ausgaben
- Gert Prokop: Detektiv Pinky. Kinderbuchverlag, Berlin 2001, ISBN 3-358-02270-6.
- Gert Prokop: Detektiv Pinky. Kinderbuchverlag, Weinheim 2007, ISBN 978-3-358-03053-0.